# Собор в Мельфи (1059)

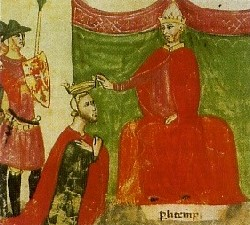
Николай II возводит Роберта Гвискара в герцоги

Первый Мельфийский собор — собор Римско-католической церкви в городе Мельфи, проходивший с 3 по 25 августа 1059 года. Был созван по инициативе римского папы Николая II. На синоде присутствовали главы всех римско-католических южно-итальянских епархий, около ста кардиналов, аббатов, монахов и дворян.
Собору предшествовал Мельфийский договор. На самом синоде был заключён Мельфийский конкордат. Папа Николай II признал за графом Робертом Гвискаром из дома Отвилей титулы герцога Апулии и Калабрии и будущего герцога Сицилии, а за графом Ричардом из дома Дренго титул князя Капуи.

## Организационные аспекты
В июне 1059 года в Мельфи — столицу графства Апулия, прибыл Николай II. Целью визита и двухмесячного пребывания понтифика в этом городе было заключение соглашения с главами домов Отвилей и Дренго, подписание конкордата и созыв церковного собора. Балдуин, епископ Мельфи торжественно встретил римского папу, которого сопровождали Гильдебранд из Сованы (будущий папа Григорий VII), кардинал Гумберт из Сильва-Кандиды и аббат Дезидерий из Беневенто (будущий папа Виктор III). В память об этом событии в XVIII веке в соборе Мельфи был выставлен портрет понтифика.
Союз между римскими папами и норманнами стал возможен благодаря посредничеству аббата Дезидерия из Беневенто. Текст соглашения был написан Годано (или Джелальдо), епископом Ачеренцы, который имел тесные связи с графом Робертом Гвискаром. Супруга графа, дочь князя Салерно, графиня Сишельгаита оказала понтифику торжественный приём, помогла ему в организации синода и подготовила встречи, которые привели к заключению Мельфийского договора и Мельфийского конкордата.
Мельфийский договор был подписан до начала собора 24 июня 1059 года. По нему римский папа признал за графом Робертом Гвискаром из дома Отвилей титул герцога Апулии и Калабрии и будущего герцога Сицилии, а за графом Ричардом из дома Дренго титул князя Капуи. На соборе, проходившем с 3 по 25 августа 1059 года, представители домов Отвилей и Дренго получили официальное признание в качестве вассалов римских пап. 23 августа 1059 года был заключён Мельфийский конкордат, по которому город Беневенто, с территорией в пределах шестнадцати километров вокруг него, оставался за понтификом, а княжество Беневенто перешло во владение дома Отвилей.

## Религиозные аспекты

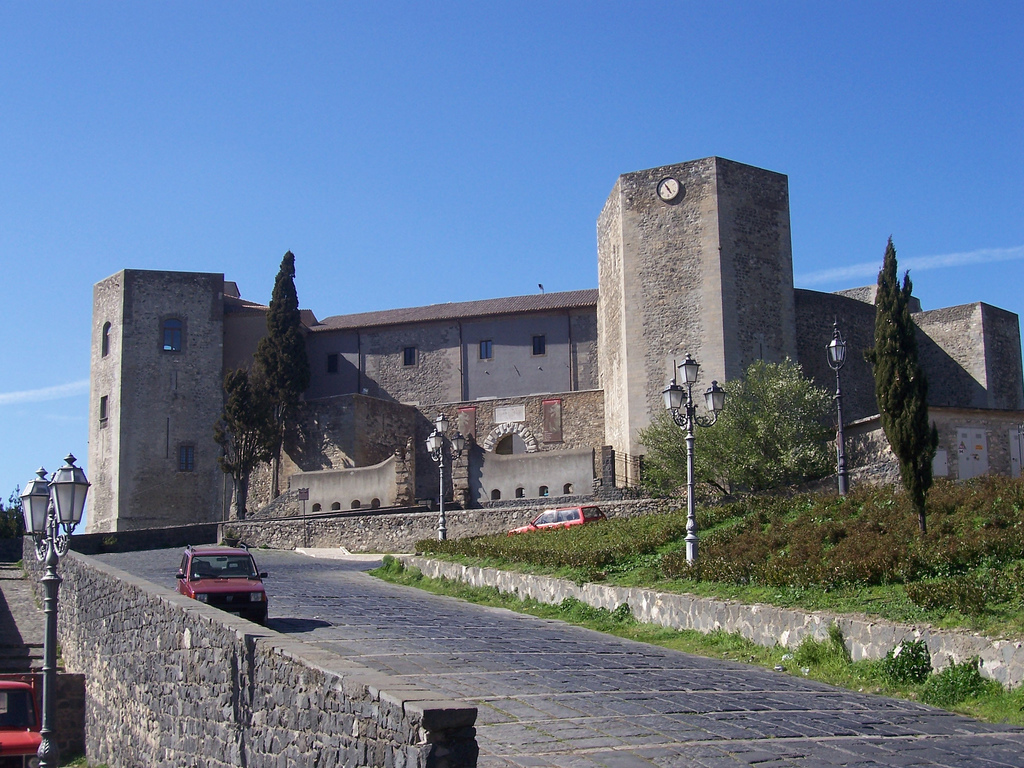
Замок Мельфи — место проведения синода

Синод в Мельфи 1059 года — первый поместный собор вне Рима под руководством римского папы, проведённый после раскола, в период напряженных отношений между церквями в Риме и Константинополе. Он подтвердил соблюдение целибата в регионе, где ранее были возможны браки священников, утвердил запрет на посещение обрядов, проводимых священниками, находящимися в сожительстве, и низложил епископов, купивших сан.
Синод подтвердил правила выбора римских пап, утвержденные в апреле 1059 года Латеранским собором и буллой «Именем Господним» (лат. In Nomine Domini), предоставлявшей возможность избрания только для кардиналов-епископов и отменявшей Оттоновы привилегии. Синод также заявил права церкви в Риме на южно-итальянские церковные провинции, находившиеся под константинопольской юрисдикцией, инициировал вытеснение византийской иерархии с этой территории и переподчинения её римской юрисдикции.
На соборе Николай II возвёл епархию Ачеренцы в митрополичью архиепископию и подчинил епархию Мельфи непосредственно Святому Престолу. Понтифик подтвердил владения аббатства Святого Викентия в Вольтурно, включая монастырь Святейшего Спасителя в Алифе, возвёл в кардиналы Дезидерия из Беневенто, аббата Монтекассино, но отказал ему в дарении аббатства Девы Марии в Калене и признал автономию от его аббатства монастыря Девы Марии на островке Святого Николая в Тремити.
Николай II низложил Иоанна, архиепископа Трани, бывшего представителя римских пап в Константинополе, который получил от византийского императора Исаака I Комнина титул генерального викария. Иоанн также был титулярным архиепископом Сипонто. Стремление расширить территорию своего диоцеза и стало причиной его низложения. Новым архиепископом Сипонто на синоде был объявлен Делий. 24 августа 1059 года в Мельфи папа Николай II издал буллу, которой подтвердил принадлежность церквей Спасителя и Девы Марии архиепископу Бари. Понтифик предоставил Рутильяно статус территориальной прелатуры и объявил собор Святого Петра в Мельфи свободным от епископской юрисдикции.

## Политические аспекты
25 августа 1059 года, на соборе Николай II торжественно пожаловал территориальную инвеституру и рукоположил графа Ричарда из дома Дренго в князи Капуи, а графа Роберта Гвискара из дома Отвилей в герцоги Апулии и Калабрии и будущие герцоги Сицилии. Главы домов выступили как защитники церкви в Риме против Византийской и Священноримской империй. Норманнское завоевание, таким образом, приобрело характер войны за освобождение южно-итальянских земель из-под константинопольской юрисдикции и власти арабов.
Николай II снял церковное отлучение с Роберта Гвискара и благословил его, вместе с супругой. Текст присяги, принесённой герцогом римскому папе, начинался словами: «Милостью Божией и Святого Петра герцог Апулии и Калабрии и будущий герцог Сицилии». Роберт Гвискар обязался хранить верность понтифику и его приемникам, которые будут согласны с инаугурацией герцога. Он также обязался поддерживать понтифика в управлении Папским государством, не вторгаться и не грабить его, содействовать возвращению Наследия Святого Петра, не присягать другим, кроме как с оговоркой о верности церкви в Риме. Таким образом, Мельфийский конкордат закрепил соглашения между сторонами, установленные Мельфийским договором.